# Jacques Paris
 Jacques Paris, né à Bron le 24 janvier 1935, est un instituteur, écrivain, conteur et folkloriste français. Sa vie et son œuvre ont pour centre le Nord du Bourbonnais (département de l'Allier).

## Biographie
Jacques Paris, né près de Lyon, est arrivé dans l'Allier dès l'âge de deux mois.
Devenu instituteur en 1955, il a appliqué dans son enseignement la pédagogie Freinet. Il enseigne à l'école de Pouzy-Mésangy de 1973 à 1990.
En février 1969, il fonde La Chavannée, groupe folklorique, qui acquiert en 1978 une locaterie, la ferme d'Embraud, située sur la commune de Château-sur-Allier, au nord du bourg sur la rive gauche de l'Allier, très près de la limite des trois départements de l'Allier, de la Nièvre et du Cher.
Ses fils, Frédéric et Manu, continuent son œuvre. L'aîné, Frédéric, directeur de l'école de Pouzy-Mésangy, lui a succédé en 2001 comme président de La Chavannée ; il a appris à jouer de la vielle à roue avec Gaston Rivière ; il en a joué dans l'album Chansons pour les pieds de Jean-Jacques Goldman. Le cadet, Manu, est passionné par la tradition de la batellerie de l'Allier ; La Chavannée organise chaque année une Fête de la Rivière et perpétue les traditions de la batellerie locale.

## Œuvres
- Les Sauvageons (prix des poètes bourbonnais, 1965).
- À pleines jouaflées : portraits du pays de Boulaise, parler du bocage bourbonnais, 1re édition, Éd. des Cahiers bourbonnais, 1982 ; 2e édition, Fédération départementale des foyers ruraux, 1998 (Prix Athanor, 1982).
- Le Berger d’école, Éd. des Cahiers bourbonnais, 1991 (prix Allen, 1992, et prix Émile-Guillaumin, 1992).
- Récit d’argile. Le marcheur de poussière et de pluie, Éd. des Cahiers bourbonnais, 1995.
- La Fille du Jau (roman), Fédération départementale des foyers ruraux de l’Allier, 1998.
- Les Remontées (éditions Fédération départementale des foyers ruraux de l’Allier, 1999.
- Un rien de poivre : le temps de l’Algérie, Éd. des Figures et des lieux, 2002.
- Petite Marie, Éd. des Figures et des lieux, 2004.
- Bourbonnais 03, collaboration avec Christiane Keller, Jacques Paris,  Léonnard Leroux, Ed. Tobias (2006)
- Paroles de Bastien Faitd’herbe, Éd. des Figures et des lieux, 2008.
- Je marche sur le chemin que j’ai dit, Éd. des Figures et des lieux, 2013.

Il a été un collaborateur régulier des Cahiers bourbonnais pendant près de 50 ans et y a publié de très nombreux articles.